# 三家围
三家围是中国广东省广州市从化区的一个自然村。在江埔街道东南面约3千米，属下罗村管辖。因建村时只有三户人家聚居而得名。1998年时，全村人口151人。